# PARD6B
PARD6B (англ. Par-6 family cell polarity regulator beta) – білок, який кодується однойменним геном, розташованим у людей на короткому плечі 20-ї хромосоми. Довжина поліпептидного ланцюга білка становить 372 амінокислот, а молекулярна маса — 41 182.
| 10         |  | 20         |  | 30         |  | 40         |  | 50         |
| ---------- |  | ---------- |  | ---------- |  | ---------- |  | ---------- |
| MNRSHRHGAG |  | SGCLGTMEVK |  | SKFGAEFRRF |  | SLERSKPGKF |  | EEFYGLLQHV |
| HKIPNVDVLV |  | GYADIHGDLL |  | PINNDDNYHK |  | AVSTANPLLR |  | IFIQKKEEAD |
| YSAFGTDTLI |  | KKKNVLTNVL |  | RPDNHRKKPH |  | IVISMPQDFR |  | PVSSIIDVDI |
| LPETHRRVRL |  | YKYGTEKPLG |  | FYIRDGSSVR |  | VTPHGLEKVP |  | GIFISRLVPG |
| GLAQSTGLLA |  | VNDEVLEVNG |  | IEVSGKSLDQ |  | VTDMMIANSR |  | NLIITVRPAN |
| QRNNVVRNSR |  | TSGSSGQSTD |  | NSLLGYPQQI |  | EPSFEPEDED |  | SEEDDIIIED |
| NGVPQQIPKA |  | VPNTESLESL |  | TQIELSFESG |  | QNGFIPSNEV |  | SLAAIASSSN |
| TEFETHAPDQ |  | KLLEEDGTII |  | TL         |  |            |  |            |

A: Аланін

C: Цистеїн

D: Аспарагінова кислота

E: Глутамінова кислота

F: Фенілаланін

G: Гліцин

H: Гістидин

I: Ізолейцин

K: Лізин

L: Лейцин

M: Метіонін

N: Аспарагін

P: Пролін

Q: Глутамін

R: Аргінін

S: Серин

T: Треонін

V: Валін

Кодований геном білок за функцією належить до фосфопротеїнів. 
Задіяний у таких біологічних процесах, як клітинний цикл, поділ клітини, альтернативний сплайсинг. 
Локалізований у клітинній мембрані, цитоплазмі, мембрані, клітинних контактах, щільних контактах.